# Seznam pruskih vladarjev
To je seznam pruskih vladarjev. Zajema vse pruske vladarje, ki so vladali Prusiji, ter z njo povezanimi ozemlji od leta 1525 do 1918.

## Pruske vojvode 1526-1701
| Pruski vojvode |                    |                   |                   | |
| Portret        | Ime                | Začetek vladavine | Konec vladavine   | Opombe |
|                | Albert I           | 10. april 1525    | 20. marec 1568    | Vnuk Alberta III. Ahila iz dinastije Hohenzollern. Veliki mojster Tevtonskega viteškega reda. Leta 1525 je prestopil v protestantsko vero, sekulariziral pruska ozemlja in od svojega strica, poljskega kralja Sigismunda I. Starega, dobil nasledstvene pravice nad Vojvodino Prusijo, ki je postala poljska vazalna država.                  |
|                | Albert II Friderik | 20. marec 1568    | 18. avgust 1618   | Sin Alberta I. Vse od leta 1577 veljal za duševnega bolnika, nasledil ga je sorodnik Ivan Sigismund. |
|                | Ivan Sigismund     | 18. avgust 1618   | 23. december 1619 | Volilni knez Branderburga od leta 1608. Poročen z Ano, hčerko Alberta Friderika. Alberta Friderika je po njegovi smrti nasledil leta 1619. Pripadal je drugi veji dinastije Hohenzollern. Čeprav sta se Prusija in Brandenburg združila v personalni uniji, pa sta ostala pravno ločena. Ta personalna unija je znana kot Brandenburg-Prusija. |
|                | Jurij Viljem       | 23. december 1619 | 1. december 1640  | Sin Ivana Sigismunda in Ane. |
|                | Friderik Viljem    | 1. december 1640  | 9. maj 1688       | Sin Jurija Viljema. Leta 1657 Friderik Viljem pridobi od poljskega kralja Ivana II Kazimirja priznanje svoje popolne suverenosti nad Vojvodino Prusijo, ki je tako postala samostojna država. Vendar pa Poljska ohrani pravico do priključitve kneževine, v primeru, da dinastija Hohenzollern izumre.                                         |
|                | Friderik I.        | 9. maj 1688       | 18. januar 1701   | Sin Friderika Viljema. Leta 1701 je bil okronan za"Kralja v Prusiji", ter s tem dejanjem zagotovil dokončno neodvisnost od Poljske, vendar je naslov veljal le za ozemlje pruske kneževine, ne pa tudi za brandeburški del. |

## Pruski kralji 1701-1918
Pred letom 1772 so pruski kralji uradno nosili naslov Kralj v Prusiji in ne Kralj Prusije.
| Pruski kralji |                      |                   |                   | |
| Portret       | Ime                  | Začetek vladavine | Konec vladavine   | Opombe |
|               | Friderik I.          | 18. januar 1701   | 25. februar 1713  | Dokončno je pretrgal vse pruske vezi s Poljsko in si leta 1701 pridobil naziv "Kralj v Prusiji ". |
|               | Friderik Viljem I.   | 25. februar 1713  | 31. maj 1740      | Sin Friderika I. Znan tudi kot "vojaški kralj" (nemško Der Soldatenkönig). Reformiral je prusko vojsko in omejil državne izdatke ki niso bili vezani na vojsko. |
|               | Friderik II.         | 31. maj 1740      | 17. avgust 1786   | Pri prvi delitvi Poljske leta 1772 si je priključil Kraljevsko Prusijo. Spremenil je svoj naziv iz kralja v Prusiji v kralja Prusije. |
|               | Friderik Viljem II.  | 17. avgust 1786   | 16. november 1797 | Nečak Friderika II. Razširil je prusko ozemlje s priključitvijo poljskih ozemlj. |
|               | Friderik Viljem III. | 16. november 1797 | 7. junij 1840     | Sin Friderik Viljem II. Z razpustitvijo Svetega rimskega cesarstva leta 1806 je izgubil naslov brandeburškega volilnega kneza,kljub temu pa je vsa svoja branburška ozemlja združil v Kraljevino Prusijo. Kljub porazom v napoleonskih vojnah, je na dunajskem kongresu leta 1814 Prusiji pridobil nova ozemlja in s tem iz Prusije naredil vodilno silo v severni Nemčiji. |
|               | Friderik Viljem IV.  | 7. junij 1840     | 2. januar 1861    | Sin Friderik Viljema III. Imenovan tudi samo Viljem IV, ali Friderik IV. Med revolucijo 1848-49 je imel možnost postati nemški cesar, vendar je ponudbo zavrnil. |
|               | Viljem I.            | 2. januar 1861    | 9. marec 1888     | Brat Friderik Viljem IV. Po zmagah vojnah z Dansko in Avstrijskim cesarstvom je Prusija postala vodilna sila v Nemčiji. Po pruski zmagi v francosko-pruski vojni je bil Viljem razglašen za nemškega cesarja, obenem pa je ohranil naslov pruskega kralja. |
|               | Friderik III.        | 9. marec 1888     | 15. junij 1888    | Sin Viljema I. Umrl je po le 99 dneh vladavine zaradi raka. Leto 1888 je tako znano tudi kot leto treh cesarjev. |
|               | Viljem II.           | 15. junij 1888    | 9. november 1918  | Sin Friderika III. Po nemškem porazu v prvi svetovni vojni in izbruhu revolucije je bil prisiljen odstopiti in oditi v izganstvo. |